# Полла Аргентария

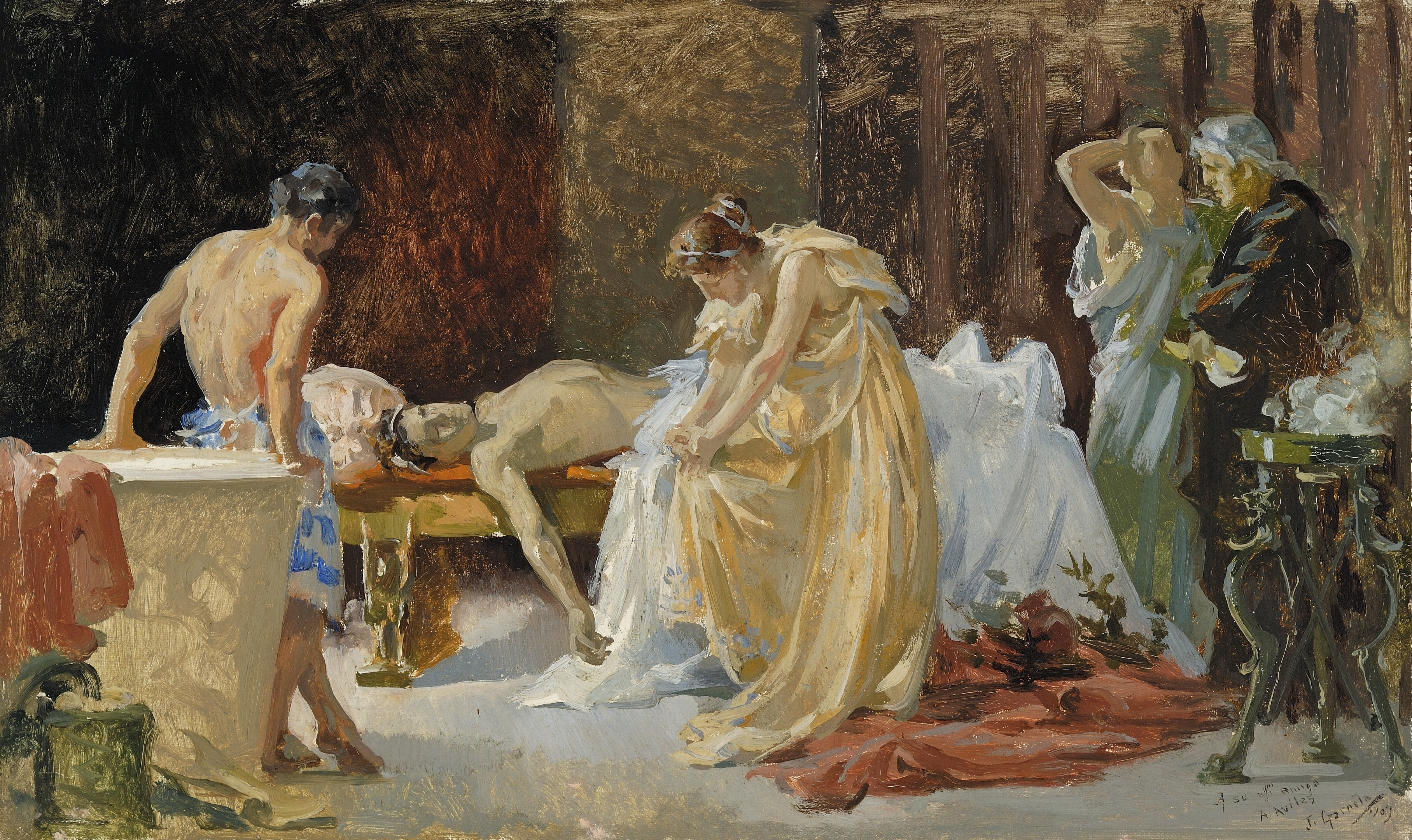
Гарнело, Хосе. Смерть Лукана (этюд, ок. 1887). В центре — Полла Аргентария.

По́лла Аргента́рия (лат. Polla Argentaria; середина I века н. э. — конец I или начало II века н. э.) — римская матрона, супруга поэта Марка Аннея Лукана.
Принадлежала к богатому и знатному роду, получила хорошее образование. Как и родня Лукана, Аргентарии, по-видимому, происходили из Испании, где сохранились надписи с этим родовым именем. Возможно, Полла была родственницей поэта Марка Аргентария.
Лукан посвятил жене не сохранившееся «Обращение к Полле» (лат. Adlocutio ad Pollam).
После смерти Лукана, по принуждению Нерона вскрывшего себе вены 30 апреля 65 года, Полла долгие годы преданно чтила память мужа. Она держала над постелью его отлитую из золота посмертную маску, отмечала день его рождения (3 ноября), заказала стихи в честь Лукана крупнейшим латинским поэтам домициановской эпохи — Стацию («Сильвы», книга II, № 7; около 90 года) и Марциалу (книга VII, эпиграммы №№ 21, 22, 23; примерно в то же время).
Полла надолго пережила умершего в юности супруга: последняя обращённая к ней эпиграмма Марциала (книга X, № 64) написана около 96 года. Вероятно, она вторично вышла замуж — за Поллия Феликса, одного из друзей и покровителей Стация.
Полла Аргентария — главная героиня исторического романа Татьяны Александровой «День рождения Лукана» (2013).